# Абдул Джаббар Абдулла
Абдул Джаббар Абдулла Сам (араб. عبد الجبار عبد الله سام; 1911 — 9 липня 1969) — іракський фізик, дослідник теорії хвиль, метеоролог і почесний президент Багдадського університету. Абдулла здобув ступінь доктора метеорології в Массачусетському технологічному інституті в 1946 році, а потім повернувся до Іраку, щоб стати викладачем і дослідником. Після кількох років роботи президентом Багдадського університету Абдулла залишив Ірак на тлі періоду соціальних заворушень і прожив у США до кінця свого життя.

## Біографія
Абдул Джаббар народився в 1911 році в родині мандейців у місті Кал'ат-Салех, провінція Майсан на південному сході Іраку. 
Навчався в місцевій початковій школі, побудованій під час британського панування в Іраку. Після закінчення середньої школи в Багдаді він виїхав до Лівану. Там вступив до Американського університету Бейрута (AUB), де здобув спеціальність фізика та ступінь бакалавра у 1934 році. Згодом Абдул продовжив навчання в аспірантурі Массачусетського технологічного інституту (MIT), де здобув ступінь доктора філософії під керівництвом Бернхарда Гаурвіца.
У 1949 році Абдулла повернувся до Іраку і приєднався до факультету Вищого звичайного коледжу, де він працював керівником фізичного факультету. Коли коледж разом з іншими іракськими університетами був об’єднаний в Багдадський університет, Абдулла став членом Ради засновників, яка керувала процесом об’єднання. Після революції 14 липня 1958 року Рада засновників була замінена на постійну Університетську раду, а Абдул був призначений першим президентом Багдадського університету.
Абдул Джаббар був ув'язнений під час державного перевороту в Іраку в лютому 1963 року повстанцями Баас, які звинуватили його в політичному дисидентстві. У жовтні Абдула звільнили з в'язниці, але звинувачення зняли лише через кілька років. Через постійний міжнародний тиск йому дозволили покинути країну, і виїхати до США. Фізик обійняв посаду дослідника метеорології в Національному центрі атмосферних досліджень у Боулдері, штат Колорадо.
У 1966 році Абдул приєднався до факультету атмосферних наук Університету штату Нью-Йорк в Олбані. Незабаром після цього він захворів на лімфому Ходжкіна. Абдул Джаббар помер у медичному центрі Олбані 9 липня 1969 року.

## Особисте життя
У 1943 році Абдул Джаббар одружився з Кісмет Інайсі аль-Файад, з якою мав дочку та трьох синів. Два його сини-близнюки, Сінан Абдулла і Хайтам Абдулла, були першими мандеями, народженими в Сполучених Штатах.

## Здобутки
Абдулу високо поважають в Іраку, де його 100-річчя відзначали в діаспорі. Його іменем названо зал Багдадського університету, а також численні вулиці міста.
Фізик-ядерник Хідір Хамза називає Абдуллу своїм наставником, завдяки якому зміг вступити до Массачусетського технологічного інституту, щоб здобути ступінь магістра ядерної інженерії. Пізніше Хазма став частиною програми ядерних досліджень Іраку, перш ніж переїхати у вигнання до Сполучених Штатів і дати свідчення щодо програми перед Сенатом США.

## Дослідження
Сфера наукових інтересів Абдули Джаббара включала стратифікацію хмар, солітони та помпи тиску.

## Зовнішні посилання
- Abdul Jabbar Abdullah - Офіційний сайт